# Graydon Oliver
Graydon Oliver (15 de junho de 1978) é um tenista profissional americano aposentado. Um especialista em duplas, ele ganhou quatro títulos ATP durante sua carreira. Além disso, possui outras 9 finais e 4 títulos Challenger.
Ao se aposentar da turnê, Oliver conseguiu um emprego no setor de energia (Leor Energy), trabalhando para uma empresa de exploração e produção. Em 2010, Oliver conseguiu um emprego no setor financeiro para uma empresa no Texas.

## Títulos em duplas

### Campeão (8)
| Legenda                           |
| Grand Slam (0)                    |
| Tennis Masters Cup (0)            |
| ATP Masters Series (0)            |
| ATP International Series Gold (0) |
| ATP Tour (4)                      |
| Challengers (4)                   |